# Millvina Dean
Elizabeth Gladys „Millvina” Dean (ur. 2 lutego 1912, zm. 31 maja 2009) – Angielka, która była ostatnią żyjącą ocalałą pasażerką Titanica. W chwili zatonięcia statku miała zaledwie 2 miesiące i 13 dni, więc nie mogła pamiętać tego wydarzenia.

## Życiorys

### Rodzina
Millvina Dean urodziła się w Branscombe (2 lutego 1912). Była córką Bertrama Franka Deana i Georgetty Evy Light. Jej brat urodził się 21 maja 1910 roku. Millvina nigdy nie wyszła za mąż i nie miała dzieci. Jej ojciec zginął w katastrofie statku, matka zmarła 16 września 1975 roku w wieku 96 lat, a brat zmarł 14 kwietnia 1992 roku w wieku 81 lat w dokładnie 80. rocznicę zderzenia się Titanica z górą lodową.

### Rejs statkiem
Rodzice Millviny Dean zdecydowali się opuścić Wielką Brytanię i wyruszyć do Wichita w stanie Kansas, gdzie jej ojciec miał rodzinę i chciał otworzyć sklep z tytoniem. Rodzina nie sądziła, że znajdzie się na pokładzie Titanica, ale z powodu strajku węglowego została na niego przeniesiona i zaokrętowana jako pasażerowie trzeciej klasy. Ojciec Millviny przeczuwał zderzenie z górą lodową w dzień katastrofy, a po tym incydencie szybko pobiegł do kabiny, gdzie poinformował o tym żonę, ubrał dzieci i wyszedł z nimi na pokład. Millvina Dean z matką i bratem zostali umieszczeni w szalupie ratunkowej nr 10. Ciała ojca nigdy nie zidentyfikowano.

### Powrót do Wielkiej Brytanii

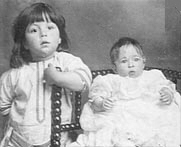
Millvina Dean po prawej z bratem

Początkowo matka Millviny chciała kontynuować przeprowadzkę do Kansas by spełnić życzenie męża. Jednakże po jego stracie i pozostaniu z dwojgiem małych dzieci powróciła do Wielkiej Brytanii na pokładzie RMS Adriatic.

### Edukacja i kariera
Razem z bratem żyła głównie z funduszy pieniężnych i uczyła się w Southampton. Ich matka planowała ponownie wyjść za mąż. I to wówczas ośmioletnia Dean dowiedziała się jak zginął jej ojciec i że sama była na pokładzie Titanica. W czasie II wojny światowej Millvina Dean pracowała dla brytyjskiego rządu, a później jako nabywca dla lokalnej firmy inżynierskiej. W swoim życiu była także kartografem, sekretarką oraz asystentką sprzedawcy wyrobów tytoniowych.

### Późniejsze lata
Dopiero będąc po siedemdziesiątce zaangażowała się w wydarzenia związane z Titanikiem. Z biegiem lat brała udział w licznych konwencjach, wystawach, filmach dokumentalnych, telewizyjnych oraz radiowych wywiadach. W 1998 wyruszyła do Stanów Zjednoczonych aby wziąć udział w konwencji związanej z Titanikiem w Springfield oraz innej w 1999 roku w Montrealu. W 2006 planowała również wystąpić na uroczystościach 94. rocznicy zatonięcia liniowca, ale złamane biodro uniemożliwiło przybycie.
W 2007 roku po śmierci Barbary West została ostatnią żyjącą pasażerką Titanica.

### Choroba i śmierć
W kwietniu 2008 roku Millvina Dean zgodziła się wygłosić przemówienie w Southampton z okazji 96. rocznicy tragedii, ale kłopoty zdrowotne wynikające z infekcji dróg oddechowych zmusiły ją do odwołania uczestnictwa.
W grudniu 2008 roku została zmuszona sprzedać kilka z jej rodzinnych pamiątek, aby zapłacić za prywatną opiekę medyczną po złamanym biodrze. Zysk z ich sprzedaży wyniósł około £32,000. W lutym 2009 roku ogłosiła, że celem pokrycia kosztów opieki medycznej przekraczających £3000 miesięcznie, zamierza sprzedać kilka pozostałych pamiątek.
Millvina Dean zmarła w wieku 97 lat 31 maja 2009 roku w domu opieki w Ashurst na zapalenie płuc.
24 października 2009 roku jej ciało zostało skremowane, a prochy rozrzucone w dokach Southampton w miejscu, gdzie Titanic wypłynął w swój rejs.